# Voce umana (registro d'organo)
Con voce umana ci si riferisce a un particolare registro dell'organo.

## Struttura
Le origini di questo registro non sono del tutto chiare, ma probabilmente risalgono al XVI secolo. Il fatto che in alcuni strumenti sia anche denominato Vox Neerlandese suggerisce che sia un prodotto della scuola organaria olandese.
Si tratta di un registro ad anima della famiglia dei registri oscillanti, molto diffuso negli organi italiani post-rinascimentali e barocchi, formato da una sola fila di canne e accordato in maniera leggermente crescente. I battimenti dell'accordatura crescente gli permettono di produrre un caratteristico timbro oscillante, a imitazione della voce umana o di un'orchestra d'archi. Nella scuola organaria veneta, invece, l'accordatura è leggermente calante. Il suono prodotto è dolce e sommesso.
Il registro è da suonare unicamente insieme a registri da 8' perché, se suonato insieme ad altri registri di taglio più acuto, la differenza di intonazione produce uno sgradevole effetto di organo stonato. A volte, negli strumenti di grandi dimensioni, è presente un apposito registro, denominato principale secondo, da suonare insieme alla voce umana.
Il registro, noto anche come fiffaro o piffaro, non è da confondere con la vox humana, che è un registro diverso.